# Астахов, Николай Александрович
Николай Александрович Астахов (род. 13 мая 1950, Парфеньево, Костромская область) — советский звукооператор и российский звукорежиссёр. Лауреат премии Ника (1995 и 2015).

## Биография
Николай Александрович Астахов родился 13 мая 1950 года в селе Парфеньево Костромской области.
В 1974 году был принят в штат киностудии «Ленфильм». В 1980 году окончил электротехнический факультет Ленинградского института киноинженеров (ЛИКИ).
Первой самостоятельной работой Н. А. Астахова стал фильм 1984 года режиссёра Алексея Германа-ст Мой друг Иван Лапшин, который получил сразу несколько зарубежных кинематографических премий. Ещё более успешно сложится сотрудничество Николая Астахова с режиссёром Александром Рогожкиным: Ради нескольких строчек (1985), Караул (1989), Жизнь с идиотом (1993), Особенности национальной охоты (1995) — все эти фильмы будут отмечены призами и премиями как у себя на Родине, так и на зарубежных кинофестивалях. Главный же свой приз — «Нику» «За лучшую работу звукооператора» — Н. А. Астахов получит в 1995 году за звуковое оформление фильма Виктора Аристова Дожди в океане (1994).

## Фильмография
1. 1984 — Мой друг Иван Лапшин (Режиссёр-постановщик: Алексей Герман-ст.)
2. 1984 — Подслушанный разговор (Режиссёр-постановщик: Сергей Потепалов)
3. 1985 — Противостояние (ТВ) (Режиссёр-постановщик: Семён Аранович)
4. 1985 — Ради нескольких строчек (Режиссёр-постановщик: Александр Рогожкин)
5. 1986 — Плата за проезд (Режиссёр-постановщик: Вячеслав Сорокин)
6. 1988 — Хлеб — имя существительное (ТВ) (Режиссёр-постановщик: Григорий Никулин)
7. 1989 — Караул (Режиссёр-постановщик: Александр Рогожкин)
8. 1990 — Сатана (Режиссёр-постановщик: Виктор Аристов)
9. 1991 — Третья планета (Режиссёр-постановщик: Александр Рогожкин)
10. 1991 — Чекист (Режиссёр-постановщик: Александр Рогожкин) (Проект «Русские повести») (СССР/Франция)
11. 1993 — Акт (Режиссёр-постановщик: Александр Рогожкин) (Россия/Франция)
12. 1993 — Жизнь с идиотом (Режиссёр-постановщик: Александр Рогожкин)
13. 1993 — Танго на Дворцовой площади (Режиссёр-постановщик: Ольга Жукова)
14. 1994 — Дожди в океане (Режиссёр-постановщик: Виктор Аристов (картина завершена Юрием Маминым)
15. 1995 — Всё будет хорошо (совместно с Михаилом Викторовым) (Режиссёр-постановщик: Дмитрий Астрахан)
16. 1995 — Особенности национальной охоты (Режиссёр-постановщик: Александр Рогожкин)
17. 1996 — Операция «С Новым годом» (ТВ) (Режиссёр-постановщик: Александр Рогожкин)
18. 1997 — Улицы разбитых фонарей. Серия 1. Кошмар на улице С. (ТВ) (Режиссёр-постановщик: Александр Рогожкин)
19. 1997 — Улицы разбитых фонарей. Серия 2. Целую, Ларин (ТВ) (Режиссёр-постановщик: Александр Рогожкин)
20. 1997 — Улицы разбитых фонарей. Серия 4. Испорченный телефон (ТВ) (Режиссёр-постановщик: Кирилл Капица)
21. 1998 — Хрусталёв, машину! (Режиссёр-постановщик: Алексей Герман-ст.) (Россия/Франция)
22. 1999 — Большое осеннее поле (Режиссёр-постановщик: Алексей Герман-мл.)
23. 2001 — Дурачки (короткометражный) (Режиссёр-постановщик: Алексей Герман-мл.) (работа на базе ВГИК)

#### Монтажёр
1. 1996 — Операция «С Новым годом» (ТВ) (совместно с Александром Рогожкиным и М. Стругиной) (Режиссёр-постановщик: Александр Рогожкин)

## Признание и награды
1. 1994 — Кинопремия «Ника» — «За лучшую работу звукооператора» («Дожди в океане»)[1].
2. 2015 — Кинопремия «Ника» — За лучшую работу звукорежиссёра («Трудно быть богом»)

Работал на фильмах, которые были отмечены на советских, российских и международных кинофестивалях:
1. 1984 — Мой друг Иван Лапшин (Режиссёр-постановщик: Алексей Герман) — Гран-при жюри «Бронзовый леопард» фильму, а также приз ФИПРЕССИ и Диплом молодых кинематографистов на 39-м МКФ в Локарно, Швейцария (1986); Премия критики фильму на МКФ в Роттердаме, Голландия (1987); Британский киноинститут выдвинул фильм, как выдающийся фильм 1986 года, для показа на Лондонском кинофестивале.
2. 1985 — Ради нескольких строчек (Режиссёр-постановщик: Александр Рогожкин) — Диплом жюри и приз газеты «Молодой коммунист» на 4-м Всесоюзной неделе-смотре молодых кинематографистов (1985); Приз ЦК ЛКСМУ фильму на XVI кинофестивале «Молодость» в Киеве (1985).
3. 1989 — Караул (Режиссёр-постановщик: Александр Рогожкин) — Приз на МКФ в Страсбурге, Франция (1990); Премия Альфреда Бауэра и премия ФИПРЕССИ на 40-м МКФ в Западном Берлине, ФРГ (1990); Приз Правозащитной благотворительной акции-фестивале «Сталкер» в Москве (1995); Приз на МКФ в Кемпере (1990).
4. 1990 — Сатана (Режиссёр-постановщик: Виктор Аристов) — Приз «Серебряный медведь» на 41-м МКФ в Берлине, Германия (1991).
5. 1993 — Жизнь с идиотом (Режиссёр-постановщик: Александр Рогожкин) — Приз «Призрак Марлен» самому странному фильму на фестивале «Литература и кино» в Гатчине (1995) от газеты «Культура» и галереи «Соц-арт»; Приз нидерландской кинокритики на МКФ в Роттердаме, Голландия (1994).
6. 1995 — Особенности национальной охоты (Режиссёр-постановщик: Александр Рогожкин) — Гран-при на кинофестивале «Золотой Остап». Лидер рейтингового опроса на МКФ «Фестиваль фестивалей» (1995); Гран-при основного конкурса и приз ФИПРЕССИ на Открытом российском кинофестивале «Кинотавр» в Сочи (1995); Специальный приз жюри на МКФ в Карловых Варах, Чехия (1995); Приз Российской гильдии киноведов и кинокритиков на Открытом российском кинофестивале «Кинотавр» в Сочи (1995); Гран-при на МКФ «Окно в Европу» в Выборге (1995); Приз кинопрессы на фестивале «Виват, кино России»; Приз кинопрессы 1996 года в номинации «Лучший фильм».
7. 2001 — Дурачки (Режиссёр-постановщик: Алексей Герман-мл.) (короткометражный) — Диплом жюри Конкурс студенческих и дебютных фильмов «св. Анна—2001»[2][неавторитетный источник].